# Area urbana
Un'area urbana è definibile come l'insieme di edificazioni, urbanisticamente inteso, che forma un'intera città; molto spesso è superiore all'estensione dei confini comunali stessi.
Solitamente nasce con un processo di agglomerazione e può integrare (a livello di interrelazioni commerciali e demografiche, anche se non amministrative) un processo di conurbazione.

## Descrizione

### Agglomerazione
L'agglomerazione, in quanto area urbana comprendente il tessuto costruito da un comune centrale unito ai sobborghi e alle città-satellite che lo circondano, è monocentrica e si forma sull'estensione di un suo nucleo principale che, nel suo estendersi, ingloba nuclei minori.

### Conurbazione
Una conurbazione, invece, è una vasta area comprendente alcune città, amministrate separatamente, che attraverso la crescita della popolazione e l'espansione della densità urbana si sono fisicamente unite a formare un'unica area edificata (megalopoli). La conurbazione è, dunque, policentrica e in alcuni casi può coincidere con un'area metropolitana istituita, che si configura come area transnazionale.

## Galleria d'immagini

La Randstad Holland è una grande conurbazione policentrica dei Paesi Bassi che comprende diciassette città.
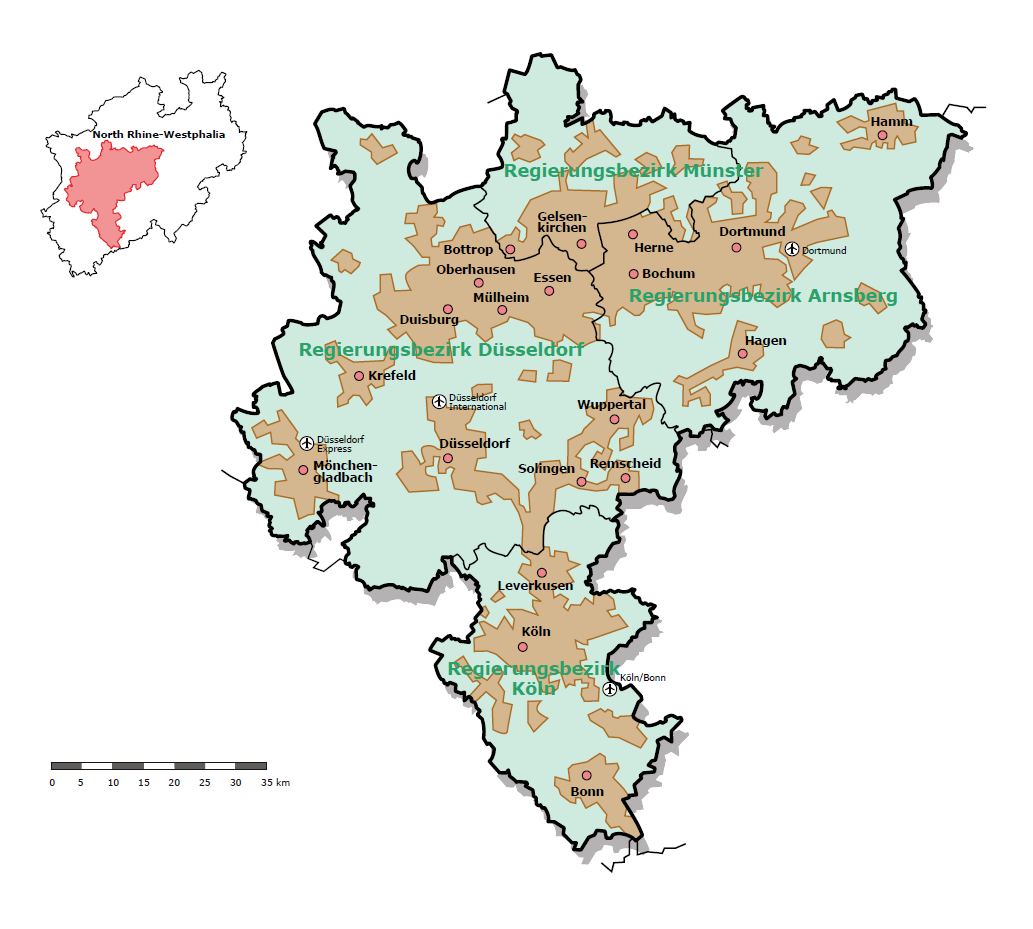
La Regione metropolitana Reno-Ruhr è la più grande conurbazione del continente europeo
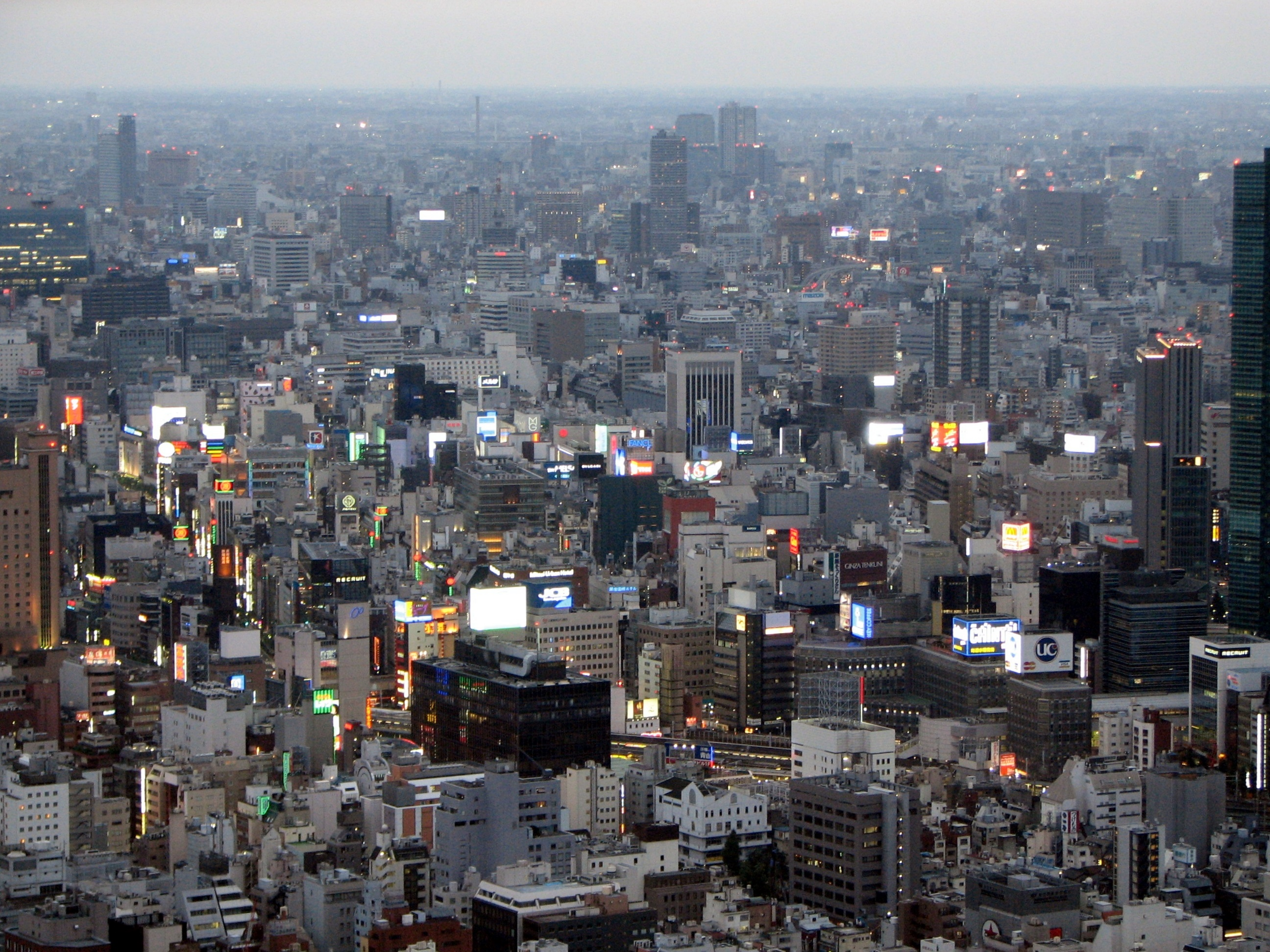
Grande Area di Tokyo, Giappone, l'area urbana più popolata del mondo, con circa 38 milioni di abitanti